# 漢森山脈
68°16′S 58°47′E / 68.267°S 58.783°E
漢森山脈（英語：Hansen Mountains）是南極洲的山脈，位於肯普地，處於史蒂芬森灣以南55英里，最高點是海拔高度1,700米的耶伊塔山，由挪威製圖師繪入地圖和命名。